# Penelope purpurascens
Penelope purpurascens là một loài chim trong họ Cracidae.